# Theridion plumipes
Theridion plumipes là một loài nhện trong họ Theridiidae.
Loài này thuộc chi Theridion. Theridion plumipes được miêu tả năm 1882 bởi Hasselt.